# Patrick Lambie
Pour les articles homonymes, voir Lambie.

a Compétitions nationales et continentales officielles uniquement.

b Matchs officiels uniquement.
Dernière mise à jour le 19 janvier 2019.
Patrick Jonathan Lambie dit « Pat Lambie », est né le 17 octobre 1990 à Durban (Afrique du Sud). C'est un joueur de rugby à XV sud-africain évoluant principalement au poste de demi d'ouverture, même s'il est aussi capable de jouer au centre et à l'arrière (1,78 m pour 88 kg). Avec les Springboks, surnom de l'équipe d'Afrique du Sud, il participe à deux éditions de la coupe du monde et six participations au Rugby Championship. Il compte 56 sélections, pour un total de 153 points.
En club, il évolue à Durban avec la franchise des Sharks et la province des Natal Sharks. Il rejoint le Racing 92 en octobre 2017 en qualité de joker et signe par la suite un contrat de trois ans. Mais en 2019, à la suite de nombreuses commotions, il décide d'arrêter sa carrière.

## Biographie
Né à Durban, Patrick Lambie s'initie au rugby à XV très jeune. Il va au lycée Michaelhouse et joue dans le club de rugby de Jonsson College Rovers. Il rejoint ensuite la province des Natal Sharks avec qui il fait ses débuts en 2009 à l'occasion du match contre les Griquas comptant pour la Currie Cup. L'année suivante, il intègre la franchise des Sharks pour disputer le Super 14. Il joue huit matchs de la compétition et marque deux essais. Son équipe termine à la neuvième place du classement et ne dispute pas la phase finale. En juillet, il retrouve la Currie Cup avec les Natal. Il est alors titulaire au poste de demi d'ouverture et est le buteur attitré de l'équipe. Il dispute seize matchs et marque un total de 205 points au cours de la compétition. La province remporte la compétition en battant la Western Province sur le score de 30 à 10 lors de la finale disputée à Durban. Lambie brille lors de la rencontre car il marque 25 des 30 points de son équipe, avec deux essais, trois transformations et trois pénalités. Sa bonne saison est récompensée par sa sélection dans le groupe des trente joueurs qui effectuent la tournée de l'équipe d'Afrique du Sud au Royaume-Uni et en Irlande pour les test-matchs de novembre. Il a obtenu sa première cape internationale le 6 novembre 2010 à l'occasion d'un match contre l'équipe d'Irlande à Dublin. 

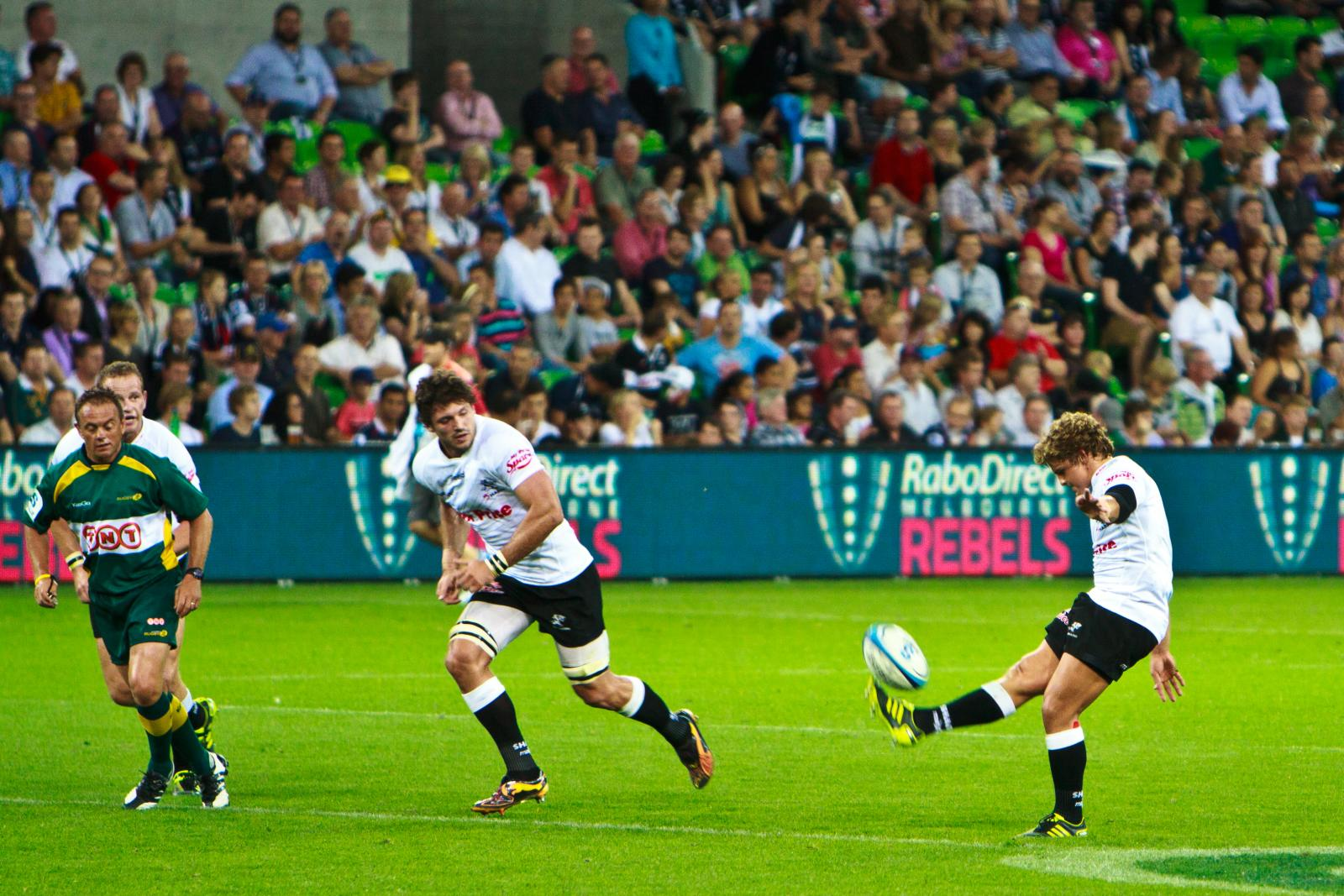
Patrick Lambie, en 2011, avec les Sharks.

Le 23 août 2011, il est retenu par Peter de Villiers dans la liste des trente joueurs qui disputent la Coupe du monde de rugby à XV 2011. Le 26 octobre 2013, il remporte sa deuxième Currie Cup après la victoire des Natal Sharks en finale face à la Western Province sur le score de 33 à 19.
En 2014, il souffre de l'émergence d'Handré Pollard qui occupe le plus souvent le rôle de titulaire l'ouverture. Il est toutefois titulaire lors des trois derniers tests de novembre lors de la tournée en Europe, inscrivant 16 points lors de la victoire face aux Anglais, puis trois lors de victoire face à l'Italie et lors de la défaite face aux Gallois.
La saison suivante, après quatre matchs disputés en tant que remplaçant, il est titularisé lors de la dernière journée du Rugby Championship face à Argentine. Présent parmi les 31 joueurs retenus pour la coupe du monde, il est titulaire lors du premier match face au Japon, rencontre où il inscrit sept points. Après la défaite 34 à 32, Pollard retrouve une place de titulaire lors de chacune des rencontres suivantes. Lambie rentre en jeu lors de cinq rencontres, inscrivant un total de cinq points sur ces rencontres. Il termine la coupe du monde avec douze points en six machs.
Pat Lambie est titularisé pour le premier match de la tournée de l'équipe d'Irlande en juin 2016. Lors de celle-ci, il est victime d'une commotion cérébrale lors d'un choc sans ballon avec CJ Stander, qui est expulsé sur cette action. Absent des terrains pendant plusieurs semaines, il retrouve l'effectif des Springboks en septembre, le sélectionneur le retenant au sein d'un groupe de 31 joueurs pour les deux derniers matchs du Rugby Championship. Il est titularisé au poste d'arrière pour les tests contre l'Australie, match remporté 18 à 10, puis de nouveau contre la Nouvelle-Zélande, également perdu sur le score de 57 à 15.
En mai 2017, il subit une nouvelle commotion lors d'un choc avec son coéquipier des Sharks, Rhyno Smith. Malgré un arrêt de six mois, il est recruté par le club français du Racing 92. Avec ce dernier, il connait une blessure à l’œil en décembre peu après ses débuts. Une blessure plus importante survient en fin de saison, lors de la finale de coupe d'Europe qui oppose son club au Leinster, avec une rupture des ligaments croisés du genou droit.
Souffrant de céphalées, il décide en janvier 2019, après de nombreuses consultations de neurologues, de mettre un terme à sa carrière.

## Palmarès
- Coupe d'Europe :
  - Finaliste en 2018 avec le Racing 92
- Vainqueur de la Currie Cup en 2010 et 2013

## Statistiques en équipe nationale
Au terme de sa carrière en janvier 2019, Patrick Lambie compte 56 sélections sous le maillot des Springboks, inscrivant un total de 153 points, deux essais, 27 pénalités, quatre drops et 25 transformations. Il a été sélectionné pour la première fois avec les Springboks le 6 novembre 2010 contre l'Irlande et dispute son dernier match le 26 novembre 2016 contre le pays de Galles.
Il participe à deux éditions de la Coupe du monde, en 2011 disputant quatre rencontres, face aux Fidji, la Namibie, les Samoa et l'Australie et en 2015, où il joue contre le Japon, les Samoa, l'Écosse, les États-Unis, le pays de Galles, la Nouvelle-Zélande et l'Argentine.
Il compte six participations au Tri-nations ou Rugby Championship, en 2011, 2012, 2013, 2014, 2015 et 2016.